# Poeten og Zaren
 Poeten og Zaren (russisk: Поэт и Царь) er en sovjetisk film fra 1927 af Vladimir Gardin og Jevgenij Tjervjakov.

## Medvirkende
- Jevgenij Tjervjakov som Aleksandr Pusjkin
- Irina Volodko som Natalja Pusjkina
- Konstantin Karenin som Nikolaj I
- Boris Tumarin som Baron d'Anthès
- Leonid Tkatjov som Pjotr Vjazemskij